# Riazańska Wyższa Szkoła Dowódcza Wojsk Powietrznodesantowych

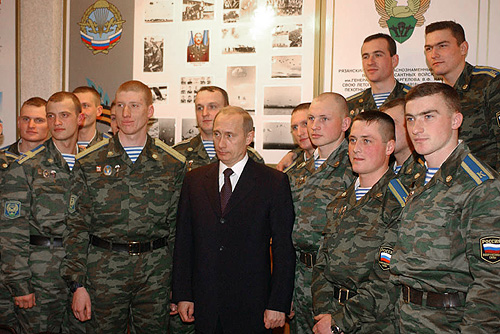
Władimir Putin w otoczeniu kadetów szkoły w Riazaniu, 2002

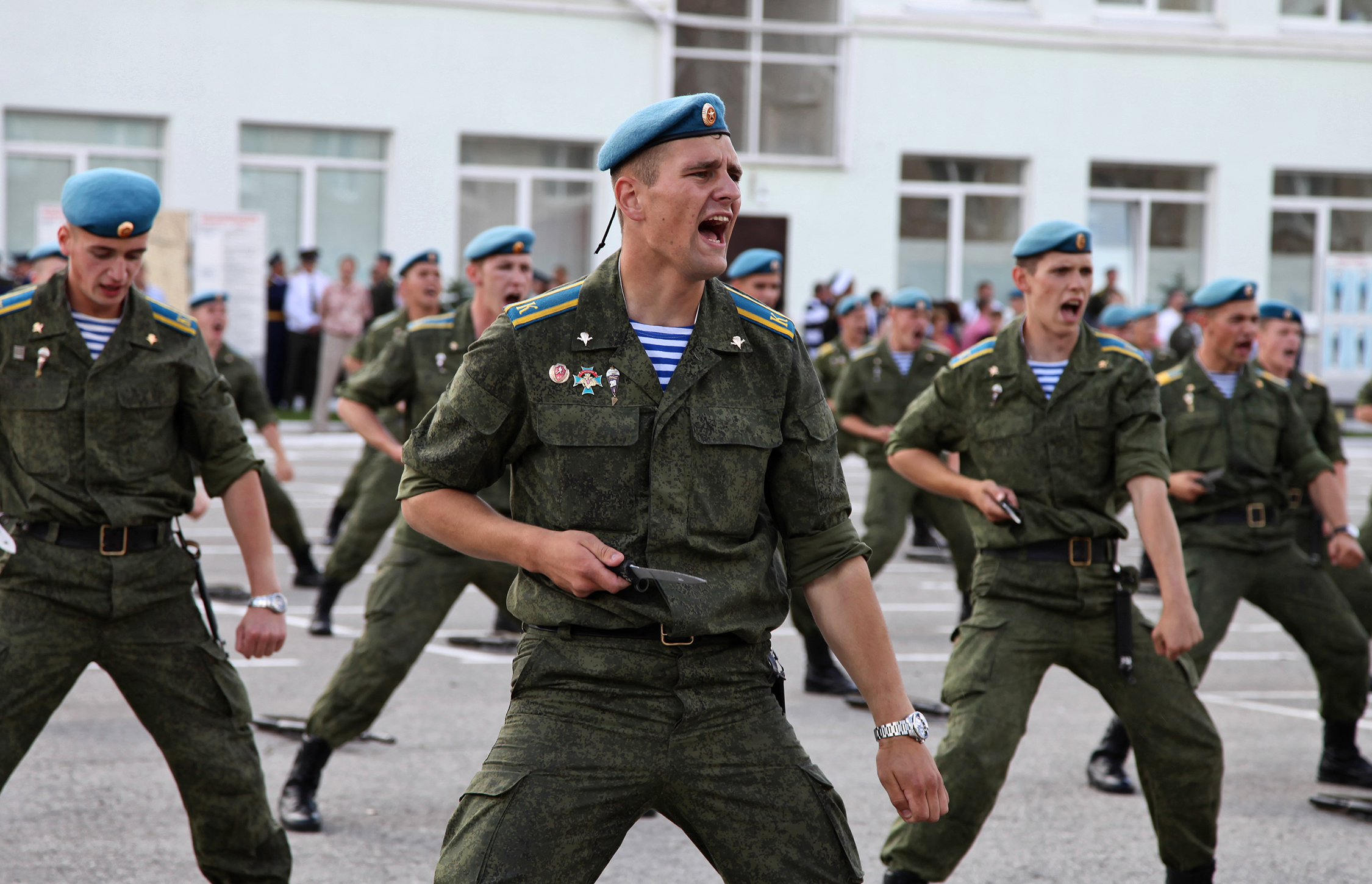
Pokaz sztuk walki w wykonaniu kadetów

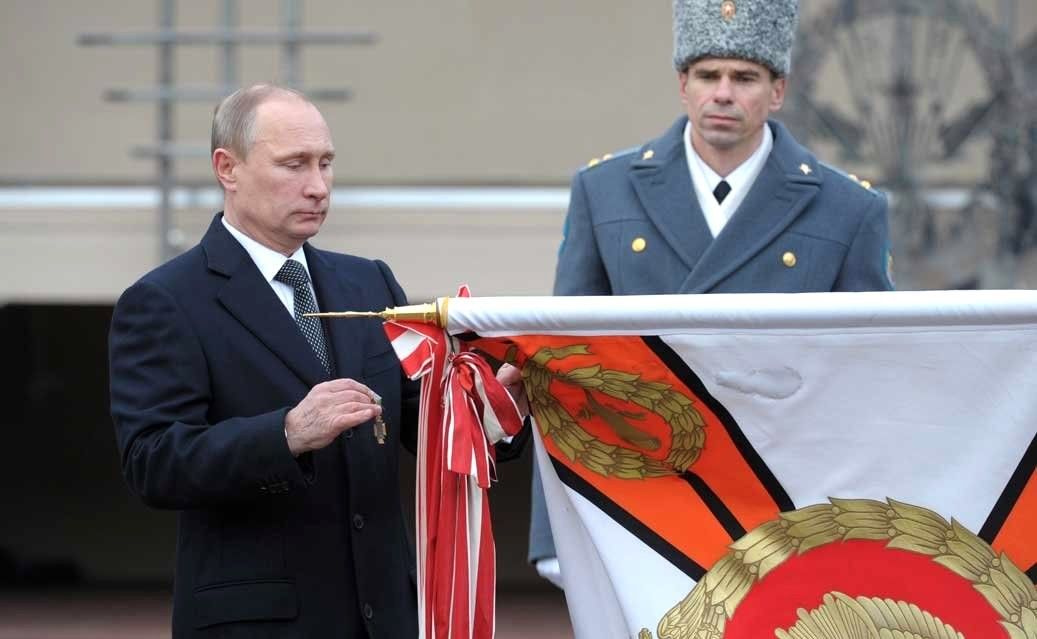
Władimir Putin dekorujący sztandar szkoły Orderem Suworowa, z prawej komendant szkoły gen. Anatolij Koncewoj, listopad 2013

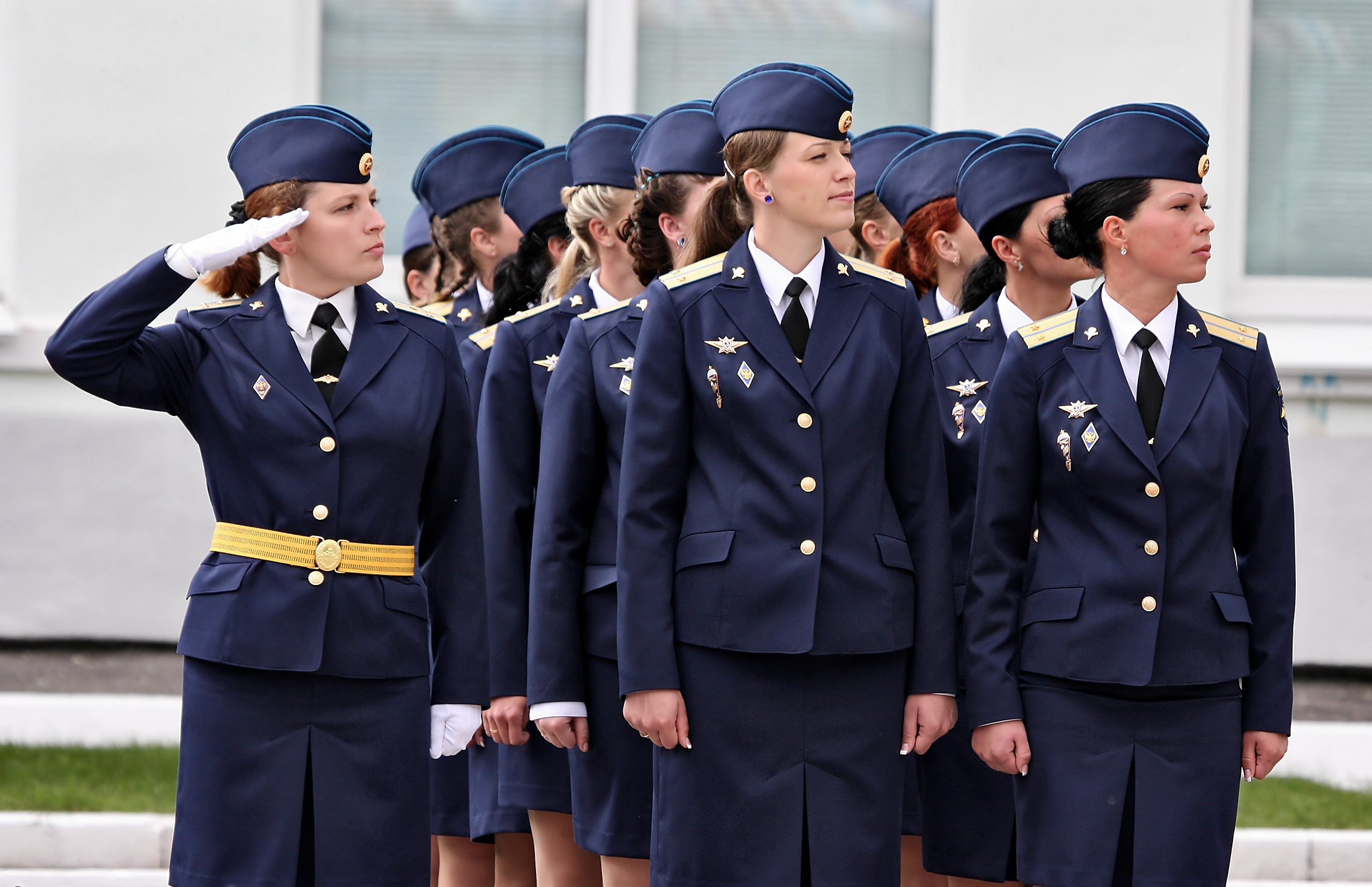
Absolwentki szkoły pierwszej żeńskiej promocji z 2013 roku

Riazańska Wyższa Szkoła Dowódcza Wojsk Powietrznodesantowych im. generała armii W.F. Margiełowa (ros. Рязанский институт воздушно-десантных войск имени генерала армии В.Ф. Маргелова) – rosyjska wyższa szkoła wojskowa w Riazaniu, kształcąca oficerów i podoficerów wojsk powietrznodesantowych. 
Najstarsza uczelnia na świecie, kształcąca specjalistów tego rodzaju wojsk. Jedna z najbardziej elitarnych szkół wojskowych w byłym ZSRR a obecnie w Federacji Rosyjskiej.

## Historia
Historia szkoły ma swój początek w czasie II wojny światowej i przypadającym na ten okres gwałtownym rozwojem wojsk powietrznodesantowych walczących stron, w tym również i ZSRR. 2 sierpnia 1941 w Kujbyszewie utworzono tajną jednostkę nr 75021 – wojskowo-desantową szkołę dla szkolenia kadr wojsk powietrznodesantowych. Po wojnie szkoła została przeniesiona do Frunze w Kirgiskiej SRR, a następnie do Ałma-Aty w Kazachskiej SRR. W 1959 roku na wniosek naczelnego dowódcy rosyjskich wojsk powietrznodesantowych (WDW) gen. Wasilija Margiełowa, uczelnia została przeniesiona do Riazania i połączona z tamtejszą Oficerską Szkołą Piechoty im. K. Woroszyłowa (w rzeczywistości kursami, nie posiadającymi statusu uczelni wyższej). Początkowo nosiła nazwę Ogólnowojskowej Szkoły Dowódczej i dopiero po wypuszczeniu pierwszego rocznika, w 1964 roku, stała się Wyższą Szkołą Dowódczą Wojsk Powietrznodesantowych. W 1968 roku otrzymała imię „Leninowskiego Komsomołu”. W 1996 prezydent FR nadał uczelni nowego patrona, a w konsekwencji nową nazwę – Riazańska Wyższa Szkoła Dowódcza Wojsk Powietrznodesantowych im. gen. armii W.F. Margiełowa. 
W 1998, uczelnia w związku z reorganizacją rosyjskich szkół wojskowych ponownie zmieniała nazwę – był to teraz Riazański Instytut Wojsk Powietrznodesantowych. Straciła wtedy patrona, którego przywrócono (Margiełow) cztery lata później (2002) na liczne wnioski i prośby środowisk kombatanckich, absolwentów i żołnierzy WDW. W 2004 roku powrócono również do dawnej nazwy: Riazańska Wyższa Szkoła Dowódcza Wojsk Powietrznodesantowych im. gen. armii W.F. Margiełowa. W 2008 roku do szkoły po raz pierwszy przyjęto kobiety (20 kursantek). W 2010 roku wstrzymano nabór kursantów na oficerów, skupiając się na szkoleniu podoficerów służby kontraktowej.
Okres świetności uczelni przypadał na lata 80. XX w. Jej komendantem został wtedy gen. Albert Sliusar, weteran z Afganistanu, który starał się w uczelni zaczepić doświadczenia wyniesione z tej wojny. Dość dużo mówiono wtedy w mediach o samej uczelni i wojskach powietrznodesantowych, jako elicie armii. Młodzi ludzie „garnęli” się do szkoły ze wszystkich zakątków ZSRR.

## Nauka
Uczelnia kształci dowódców WDW w dwóch kierunkach: dowódca plutonu powietrznodesantowego ze specjalnością menadżera i dowódca plutonu rozpoznawczego ze specjalnością tłumacz-lingwista. Studia odbywają się na 9 wojskowych i 3 cywilnych wydziałach: taktyki, taktyki specjalnej, uzbrojenia i strzelectwa, nauk humanistycznych i społeczno-ekonomicznych, powietrznodesantowym, zaopatrzenia i remontów, eksploatacji i uzbrojenia, dowodzenia w okresie pokoju, kultury fizycznej i sportu, języków obcych, matematyczno-fizycznym, języka rosyjskiego. W 2010 roku w uczelni pracowało 5 doktorów habilitowanych i 27 doktorów.
Studia trwają 5 lat i są podzielone na 10 semestrów zakończonych sesją (w czasach radzieckich były to 4 lata i 8 semestrów). Polegają one na słuchaniu wykładów, udziale w seminariach i konsultacjach, pisaniu prac kontrolnych. W ramach zajęć praktycznych kursanci skadrowani w plutony ćwiczebne biorą udział w zajęciach praktycznych z taktyki, służby wartowniczej itp. W okresie 5-letnich studiów, studenci ponad rok spędzają na poligonach. Absolwenci kończący uczelnię z wyróżnieniem maja prawo do wyboru miejsca służby.
W 2008 pierwszy raz w powojennej historii uczelni przyjęto na studia dziewczęta. 

## Znani absolwenci
- szkoły piechoty
  - Wojciech Jaruzelski
- szkoły wojsk powietrznodesantowych
  - Pawieł Graczow
  - Aleksandr Lebied
  - Władimir Szamanow
  - Amadou Toumani Touré
  - Siergiej Charitonow

## Komendanci uczelni
- gen. mjr Michaił Gruzinski (1941–1946)
- gen. armii Piotr Łaszczenko (1946–1950)
- gen. mjr Wiktor Wyżylin (1950–1952)
- gen. mjr Siergiej Sawczenko (1952–1959)
- gen. mjr Aleksandr Lieontiew (1959–1965)
- gen. por. Aleksandr Popow (1965–1968)
- gen. płk Oleg Kuliszew (1968–1970)
- gen. płk Alieksaj Czikrizow (1970–1984)
- gen. por. Albert Sliusar (1984–1995)
- gen. mjr Walerij Szczerbak (1995–2001)
- gen. mjr Władimir Krymski (2001–2008)
- płk. Władimir Ługowoj (2008–2009)
- płk. Andriej Krasow (2010–2012)
- gen. mjr Anatolij Koncewoj (2012–2017)
- gen. mjr Aleksej Ragozin (2017–2021)[4][5]
- płk. Rusłan Jewkodimow (2021-)[6]